# San Lorenzo (Verona)

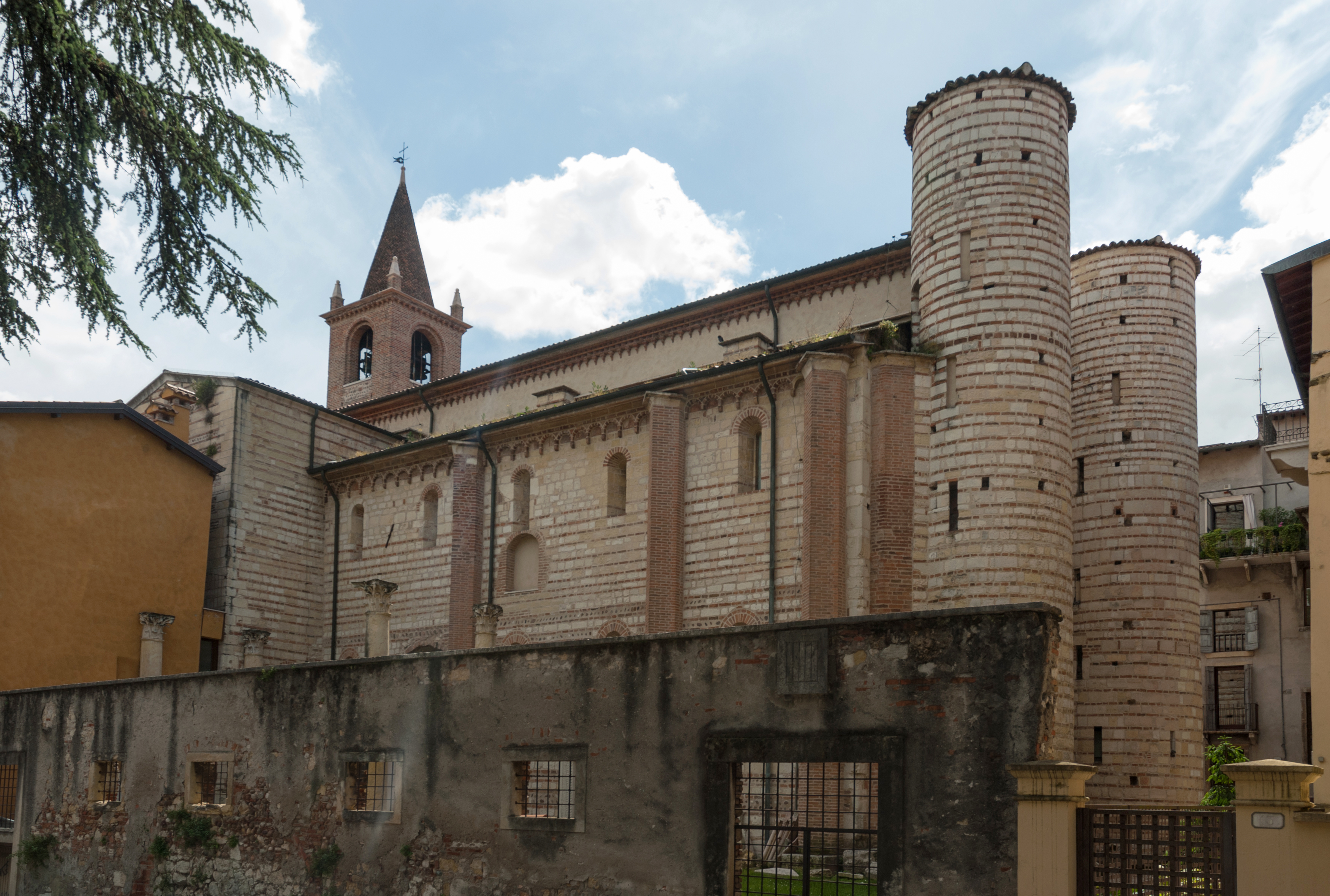
San Lorenzo – Nordseite. Im Vordergrund die Reste des bei Luftangriffen im Zweiten Weltkrieg zerstörten Oratoriums

San Lorenzo ist eine römisch-katholische Rektoratskirche in der oberitalienischen Stadt Verona in Venetien.

## Geschichte
Die Kirche entstand im 12. Jahrhundert auf einem Vorgängerbau, der erstmals in einer zwischen 796 und 805 entstandenen lateinischen Schrift erwähnt wurde, die unter dem Namen Versus de Verona oder Ritmo Pipinano bekannt ist. Der frühmittelalterliche Bau wurde außerhalb der römischen Stadtmauern an der Römerstraße Via Postumia errichtet. Ob an der Stelle bereits ein römischer Tempel stand, der der Göttin Venus geweiht war, wie von mehreren Autoren angegeben, lässt sich anhand fehlender archäologischer Grabungen nicht sagen. Allerdings lässt sich nicht ausschließen, dass dieser Bereich in der Römerzeit bebaut war, wie Funde im Umkreis der Kirche belegen.
Im 18. und 19. Jahrhundert ging man davon aus, dass San Lorenzo eine der ersten frühchristlichen Kirchen in Verona war. Nach dieser weit verbreiteten Theorie erfolgte die Grundsteinlegung zwischen dem ersten Konzil von Nicäa im Jahr 325 und dem Tod Konstantin des Großen 337. Nach anderen Autoren soll sie im 6. Jahrhundert unter Justinian I. errichtet worden sein.
Eine zweite exakte Datierung stammt von einem Dokument, das mit 20. Juni 814 datiert ist. Von diesem Vorgängerbau sind allerdings keine Fundamente erhalten. Lediglich einige Bruchstücke der ehemaligen Innenausstattung des Presbyteriums wurden bei Grabungen im 19. Jahrhundert im Bereich des Chors gefunden und waren lange Zeit provisorisch im Kirchhof aufgestellt.
Der Bau der heutigen romanischen Kirche dürfte um 1110 vollendet worden sein. Darauf verweist eine Inschrift auf einer 1894 in der südlichen Apsis des Querschiffes gefundenen Bleitafel hin. Die Inschrift nimmt Bezug auf die Hinterlegung einiger Reliquien durch den Veroneser Bischof Zufeto, dessen Amtszeit zwischen Dezember 1107 und Februar 1111 dokumentiert ist. In älterer Literatur wurde noch davon ausgegangen wird, dass der Bau um 1110 begonnen wurde. Er soll danach für einige Zeit still und erst nach dem Erdbeben von 1117 wieder aufgenommen worden sein, was durch den Einsatz verschiedener Baumaterialien unterlegt wurde.
Während des Aufenthalts von Papst Lucius III. in Verona zwischen Juli 1184 und November 1185 erhielt San Lorenzo besondere liturgische Privilegien, wie die Abhaltung von Totenmessen, die im 15. Jahrhundert unter Innozenz VIII. und Paul V. bestätigt wurden.
Zwischen dem 13. und 16. Jahrhundert wurde der Innenraum mit Fresken ausgeschmückt.  Nach dem Tod des ehemaligen Rektors, Kommendatars und Bischofs von Tripolis Matteo Canato 1478, der in San Lorenzo bestattet werden wollte, wurde auf seinen testamentarischen Wunsch der Bau mit einem Tonnengewölbe versehen. Unter Canato fanden weitere Umbauten statt. So wurde 1477 der Glockenturm errichtet oder neu errichtet und der überdachte Vorbau am seitlichen Kirchenportal nach seinem Tod angefügt. Zu Beginn des 17. Jahrhunderts wurden die Monoforien an den Seitenfassaden durch eckige Fenster ersetzt und großes Rundfenster, wie das an der Westfassade in der zentralen Apsis eingesetzt.
Die größten Umbauarbeiten fanden allerdings in der Mitte des 18. Jahrhunderts statt, als der Innenraum nach dem damaligen Geschmack umgestaltet wurde. Dabei wurde unter anderem die Wände verputzt und die Arkaden der Empore mit einer Balustrade zugemauert. Während der napoleonischen Epoche verlor San Lorenz ihre Pfarre, entging aber im Gegensatz zu anderen Kirchen der Stadt, die ebenfalls herabgestuft worden waren, einem Abriss. 1815 entstand entlang der nördlichen Seitenfassade ein Oratorium.

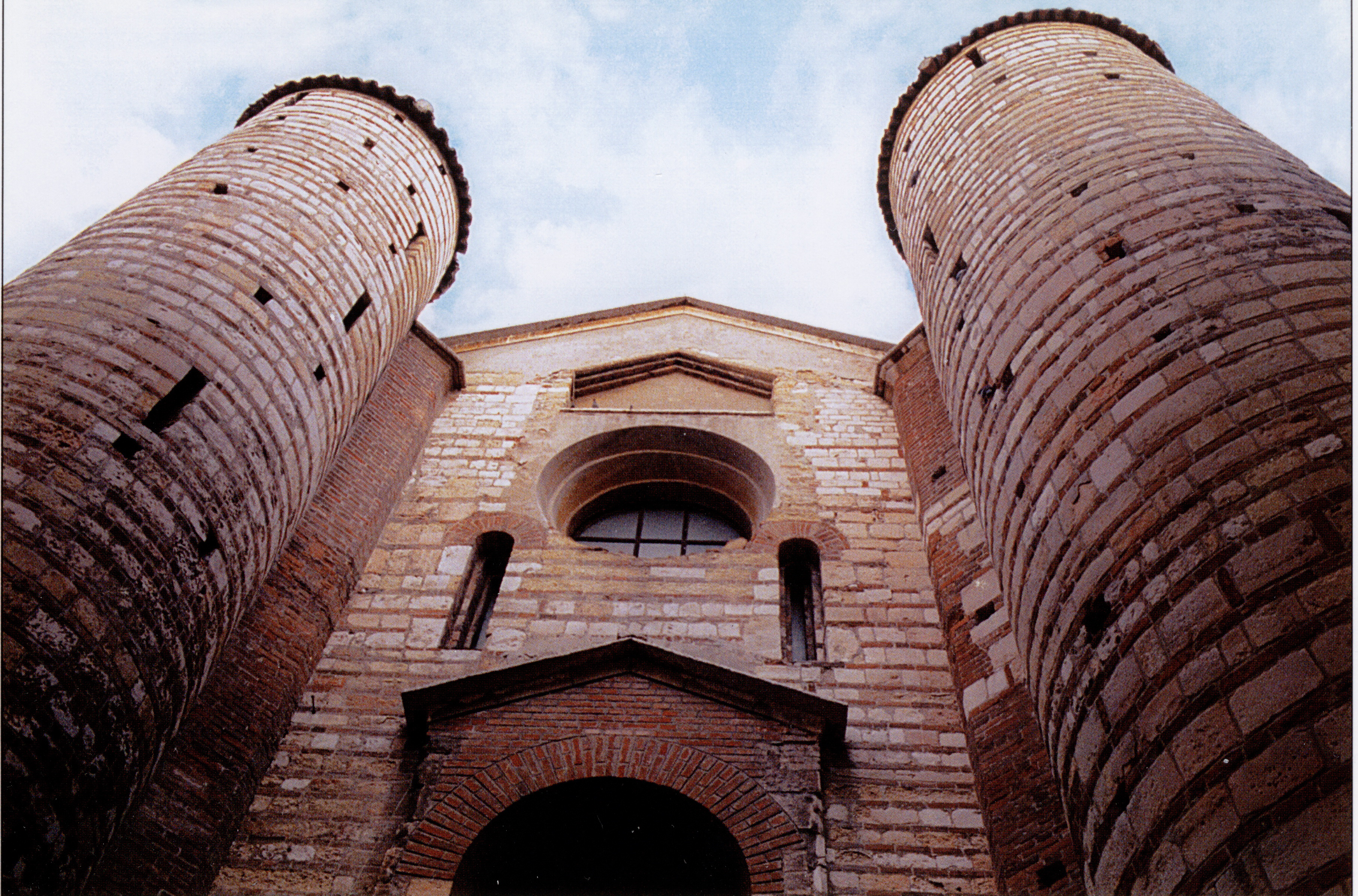
Westportal
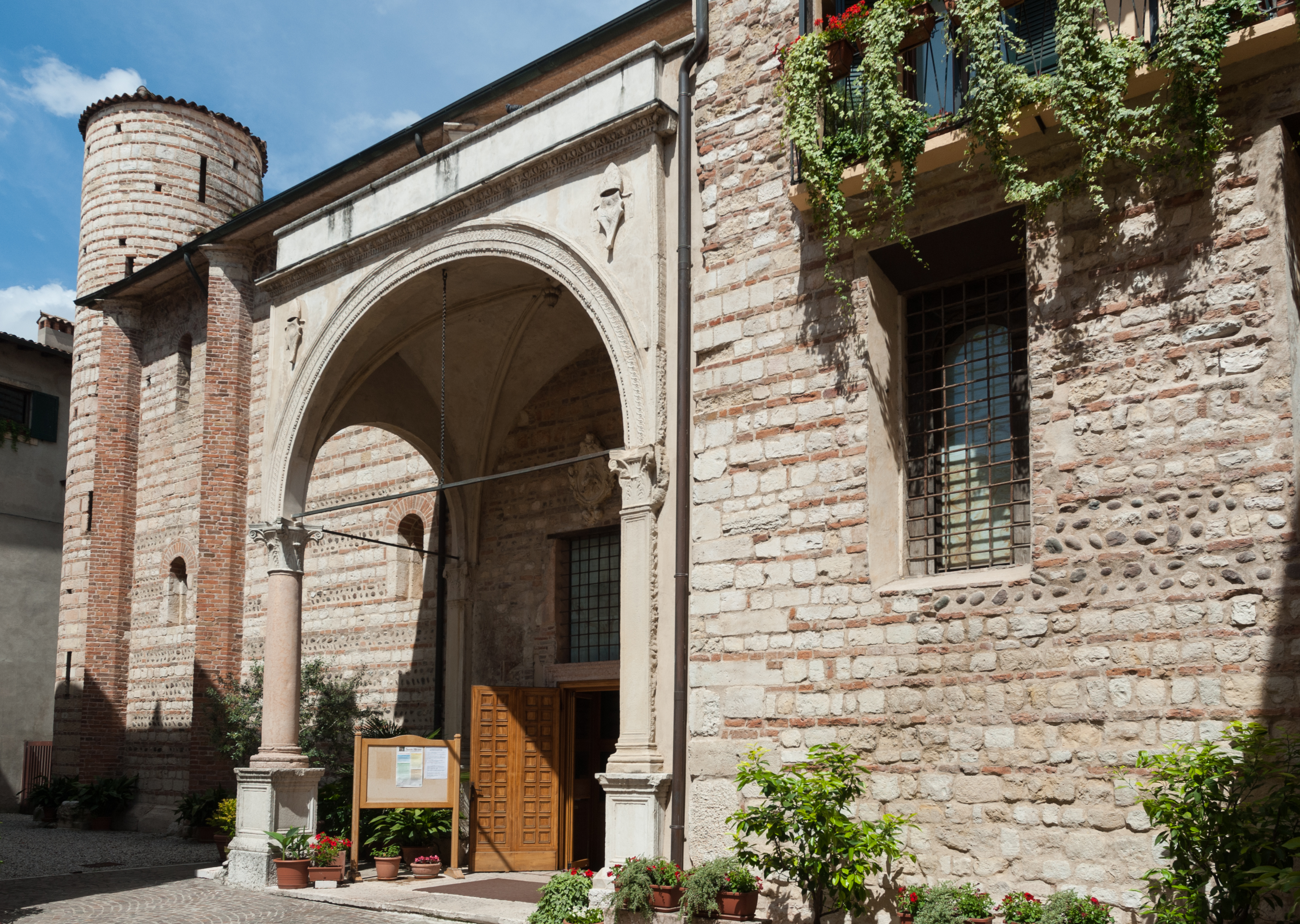
Südfassade mit Protiro
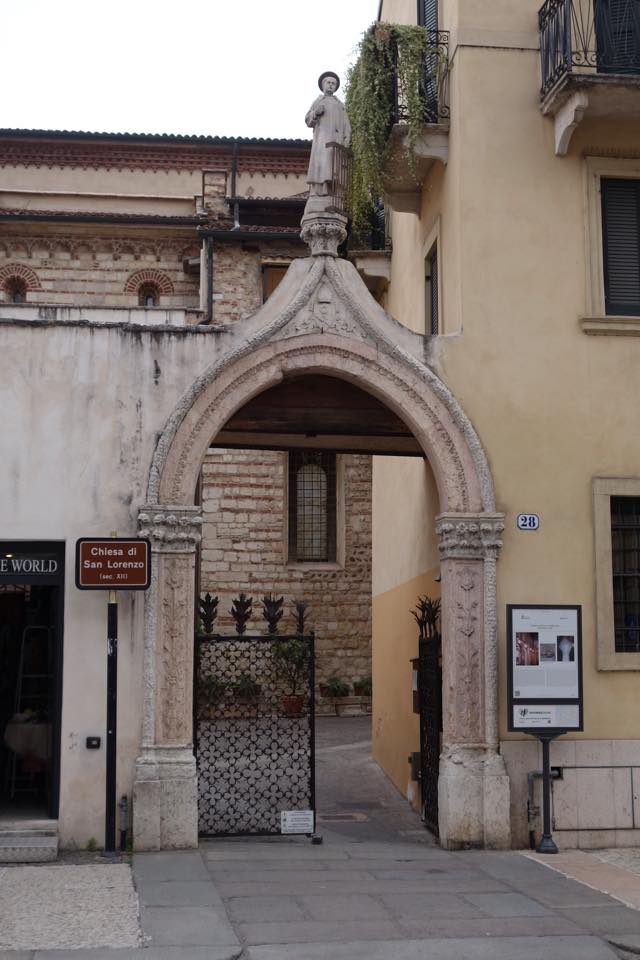
Eingangsportal
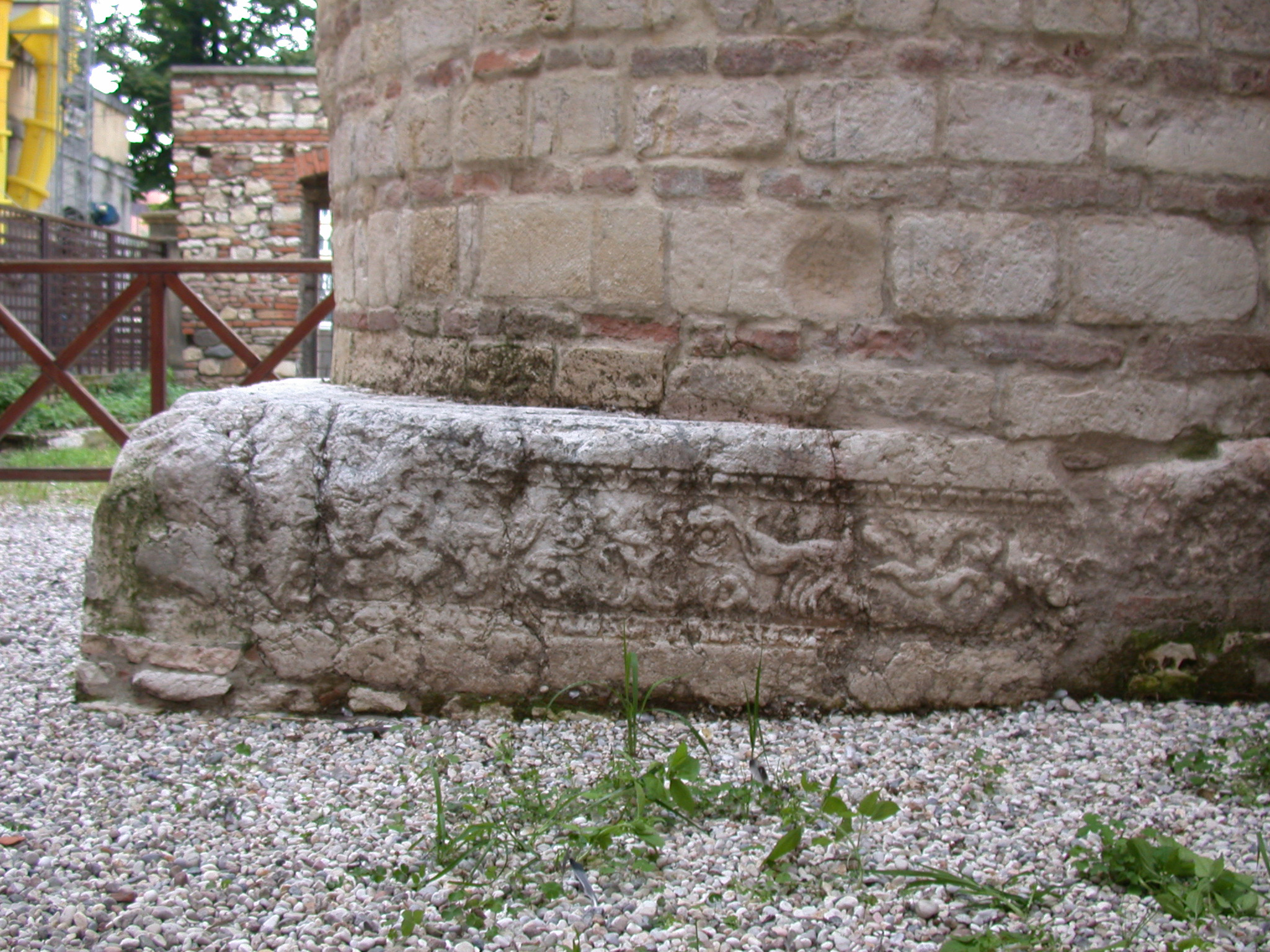
Piedestal eines römischen Altars am Nordturm
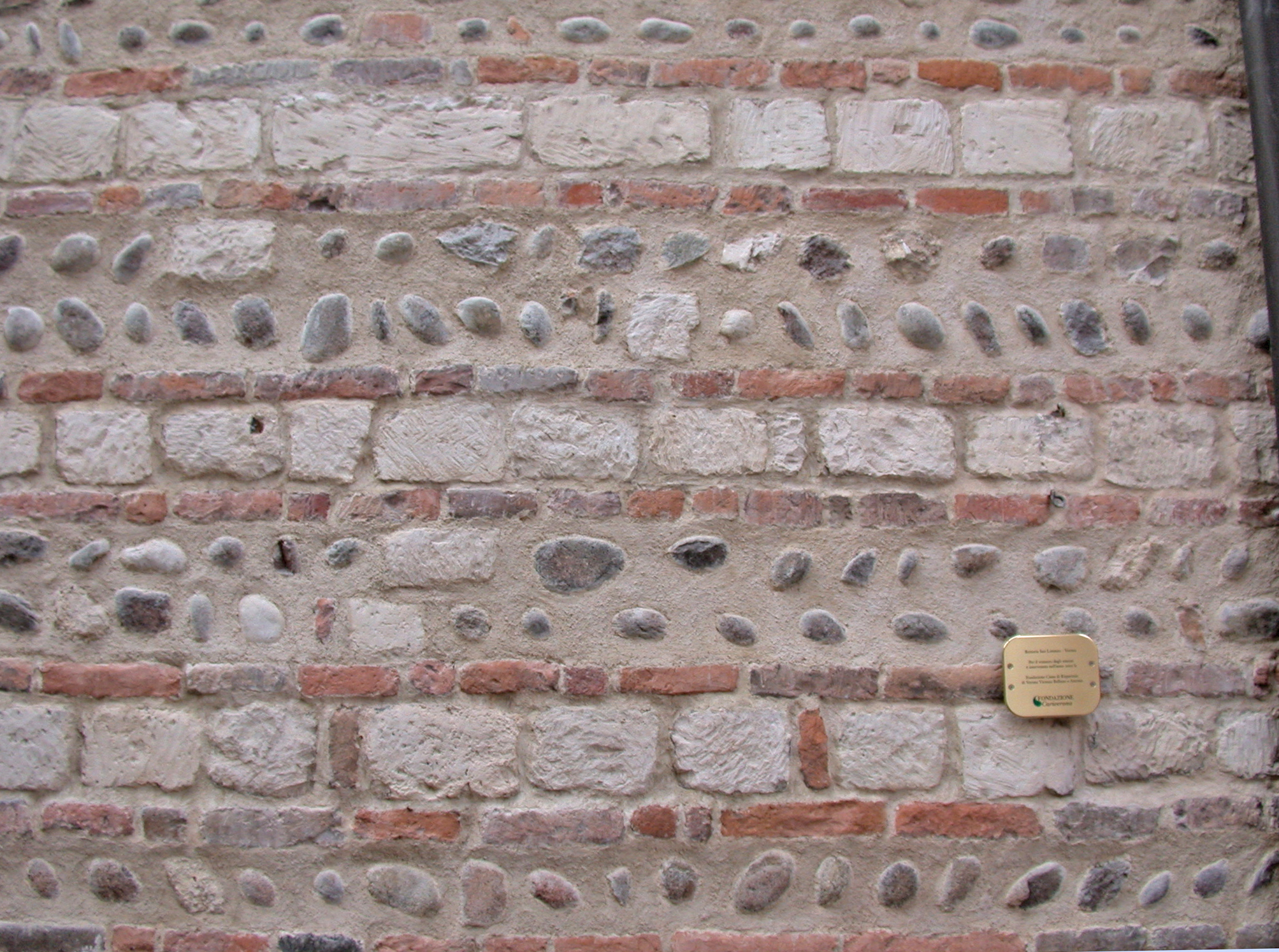
Mauerwerk aus Mauerziegeln, Tuff und Flusskieselsteinen

Zwischen 1887 und 1898 wurde auf Wunsch des damaligen Rektors von San Lorenzo, Don Pietro Scalpini, die ursprüngliche romanische Bausubstanz wiederhergestellt. Im Zweiten Weltkrieg wurde die Kirche zwischen 1944 und 1945 bei drei alliierten Luftangriffen schwer in Mitleidenschaft gezogen. Das an der Nordseite gelegene Oratorium wurde bis auf die Außenmauern zerstört und nicht wieder aufgebaut, das Tonnengewölbe stürzte ein, die nördliche Seitenfassade, inklusive der dahinter liegenden Empore, schwer beschädigt. Beim nachfolgenden Wiederaufbau wurde weniger sorgsam vorgegangen, wie noch um die Jahrhundertwende zuvor. Insbesondere das Gewölbe des Langhauses und die Dachkonstruktion wurde nicht originalgetreu wiederaufgebaut, wie auch an den Veränderungen im oberen Bereich der Westfassade deutlich sichtbar ist.

## Architektur

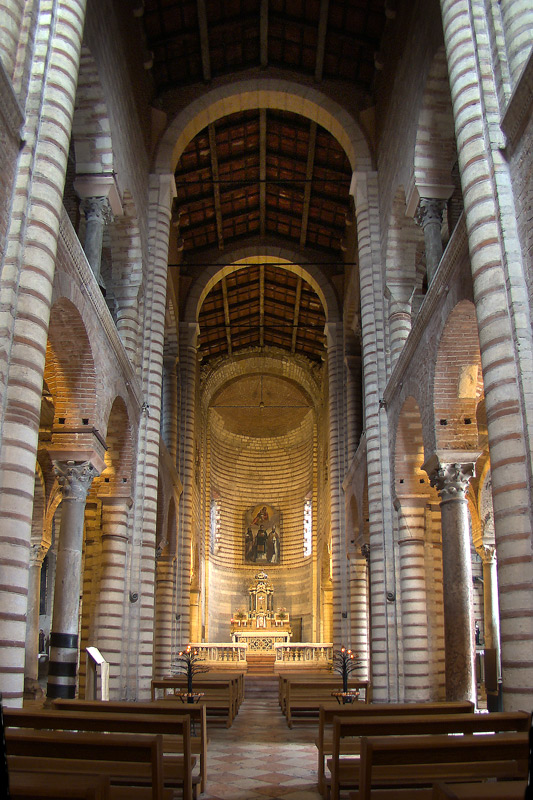
Hauptschiff, Empore und Chor

Das in der Altstadt von Verona liegende Bauwerk ist im Laufe der Jahrhunderte fast vollständig zugebaut worden. Lediglich die Westfassade mit den zwei Treppentürmen liegt vollkommen frei. Der Grundriss der Kirche ist identisch mit dem von San Fermo Maggiore, weshalb Wart Arslan davon ausging, dass sie von der gleichen Bauhütte erstellt wurde. Sie unterscheidet sich allerdings sonst grundlegend von der weniger als einen Kilometer entfernten ehemaligen Dominikanerkirche. Ähnlichkeiten werden ihr je nach Autor mit der cluniazensischen, lombardischen, normannischen und ottonischen Baukunst, und hier mit der Michaeliskirche in Hildesheim zugesprochen.
Der Zugang zur Kirche liegt an der zum Corso Cavour liegenden Südseite. Ein 1470 im Stil der Nachgotik errichtetes Spitzbogenportal aus weißem und rotem Veroneser Marmor, gekrönt mit der Figur des Heiligen Laurentius von Rom weist von der Straße auf die Kirche hin. In ähnlicher Weise wurden in Verona in etwa zeitgleich die Portale der Kirchen San Bernardino, San Giovanni in Foro, Sant’Eufemia und San Tomaso Cantuariense. Der Spitzbogen trägt das eingemeißelte Wappen des Bischofs Matteo Canato, das auch auf dem Brunnen im Kirchhof angebracht ist.
Die Fassade ist abwechselnd mit roten Mauerziegeln und weißem Tuff errichtet worden, wie es für die romanischen Kirchen der Stadt charakteristisch ist. Im unteren Bereich reihen sich noch dunkle Flusskiesel ein und verstärken noch das Farbspiel. Die bis unter die Dachtraufe reichenden Strebepfeiler sind dagegen vollständig aus Mauerziegeln errichtet worden. Unter der Dachtraufe ein Rundbogenfries. Die zweireihigen Monoforien sind an der südlichen Fassade durch die 1780 erfolgte Erweiterung des Pfarrhauses im Bereich des Querschiffs und Chors nicht mehr erkennbar. Zu den späteren Anbauten gehört auch der Renaissancevorbau am Seitenportal, der mittlerweile als Haupteingang dient.
Die Westfassade ist durch im Laufe der Zeit erfolgte Um- und Anbauten in ihrer ursprünglichen Struktur stark verändert worden. Erkennbar vor allem am Kirchenportal, dem darüber liegenden Protiro und der ebenfalls später angebrachten Fensterrose. Die zwei Monoforien weisen im Gegensatz zu den Monoforien der beiden Seitenfassaden ein Stufengewände auf. Die Fassade wirkt insbesondere wegen der zwei unterschiedlich großen Treppentürme asymmetrisch. Unterschiedlich sind auch die beiden Turmfüße, während der größere südliche Turm einen runden Turmfuß besitzt, ruht der kleinere nördliche auf eckigen Quadersteinen. Letztere sind zum Teil mit Reliefs geschmückt und bildeten das Piedestal eines römischen Altars.
Neben der Nordfassade, die eine zugemauerte Tür aufweist, stehen drei korinthische Säulen, die Überreste des im Zweiten Weltkrieg zerstörten und nicht wiederaufgebauten Oratoriums sind.

## Innenraum und Innenausstattung
Der dreischiffige Innenraum von San Lorenzo besticht durch seine Empore. Es handelt sich dabei um eine echte Empore, die vom Zugang der beiden Treppentürme vollständig begangen werden kann. Die Emporenbasilika mit ihrem Staffelchor besitzt neben den drei Chorapsiden noch zwei Apsiden im Querschiff, die wie die Chorapsiden ebenfalls nach Osten hin ausgerichtet sind.
Das Mittelschiff ist von den Seitenschiffen durch zwei Säulenreihen getrennt, die jeweils aus vier massiven abgerundeten kreuzförmigen Säulen aus rotem Mauerwerk und weißem Tuff bestehen, die sich über die Empore hinaus in der Höhe verlieren und mit halbrunden Lisenen umgeben sind. Zwischen den kreuzförmigen Säulen stehen kleinere runden Säule, deren Kapitelle römischen Ursprungs sind, während die Kapitelle der Säulen im Querschiff zur Zeit der Karolinger entstanden sind und mit stilisierten Adlern dekoriert sind. Emporen und Seitenschiffe besitzen jeweils Kreuzgewölbe. Das ursprüngliche Kreuzgewölbe des Hauptschiffs wurde im 15. Jahrhundert durch Tonnengewölbe ersetzt. Nach dem Einsturz des Daches im Zweiten Weltkrieg wurde ein Gewölbe aus Stahlbeton eingesetzt, das als Holzgewölbe maskiert ist.
Der im 18. Jahrhundert barockisierte Hauptaltar wird von einer Marmorbalustrade abgegrenzt. Chor und Hauptaltar liegen etwas überhöht vom Kirchenschiff und sind über jeweils einige Stufen erreichbar. Über dem Hauptaltar eine Pala von Domenico Brusasorzi. Das 1566 entstandene Werk zeigt den Heiligen Laurentius umgeben von Johannes dem Täufer und dem Kirchenlehrer Augustinus von Hippo, darüber ein Marienbildnis mit Kind.
In der rechten nördlichen Seitenapsis ein Holzaltar vom Ende des 15. Jahrhunderts mit einer zentralen Christusfigur. Das Altarretabel mit der Darstellung des Arma-Christi-Kreuzes wird einem Schüler des Domenico Morone zugeschrieben.
Der Innenraum war ursprünglich vollständig mit Fresken ausgemalt, von denen nur spärliche Resten erhalten sind. So findet sich an der Südwand rechts des Eingangs ein Fresko des Heiligen Christophorus aus dem 13. Jahrhundert, das zum Teil von einem Fresko aus dem 14. Jahrhundert übermalt wurde auf dem Martyrium des Laurentius dargestellt ist.
Im linken Seitenschiff befinden sich drei Grabmäler bedeutender Veroneser Familien, die im Umfeld von San Lorenzo lebten. Links am Westportal liegt das 1561 entstandene Grabmal von Romana Cagalla Trivella. Die im klassischen Stil gehaltene Grablege wurde von ihrem Ehemann Giovanni Trivella in Auftrag gegeben. Rechts davon, das im Stil der Renaissance gehaltene Grab von Ludovico Nogarola. Es wurde zwischen dem Ende des 15. und Beginn des 16. Jahrhunderts errichtet. Der Sarkophag mit dem Gisant wird von zwei kleinen Löwen getragen. Im Tympanon der von Engeln umgebene segnende Gottvater. Aus der Inschrift der nüchternen Grabplatte geht hervor, dass neben Ludovico auch seine beiden Söhne Carlo und Galeotto hier bestattet wurden. Das Grabmonument wurde lange Zeit Bernardino Panteo zugeschrieben und erst seit jüngerer Zeit dem Bildhauer Angelo di Giovanni.
Ganz rechts, bereits im Chor gelegen, das Grabmal der Eheleute Galeotto Nogarola und Valeria Valmarana. Es wurde zu Beginn des 17. Jahrhunderts im klassischen Stil errichtet. Auf dem Grab die Büsten der beiden Verstorbenen.
Im südlichen ehemaligen Treppenturm befindet sich die Kapelle, die der Heiligen Magdalena Gabriela von Canossa geweiht ist. In dem aus der Mitte des 18. Jahrhunderts stammenden Taufbecken wurde die Heilige 1774 getauft. Ein weiterer Heiliger, der mit San Lorenzo in Verbindung gebracht werden kann, ist der Ordensgründer Giovanni Calabria  der hier 1901 seine erste Messe las.

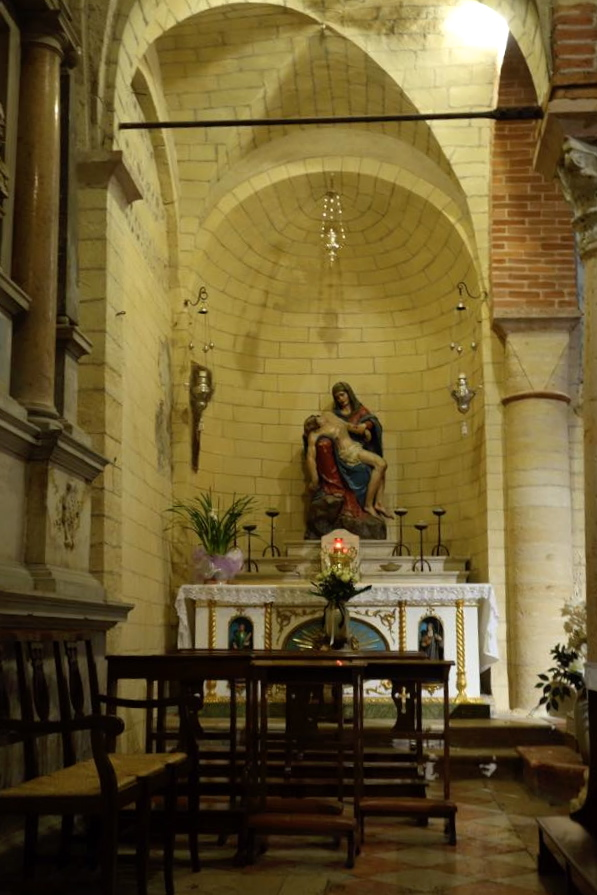
Nördliche Seitenapsis
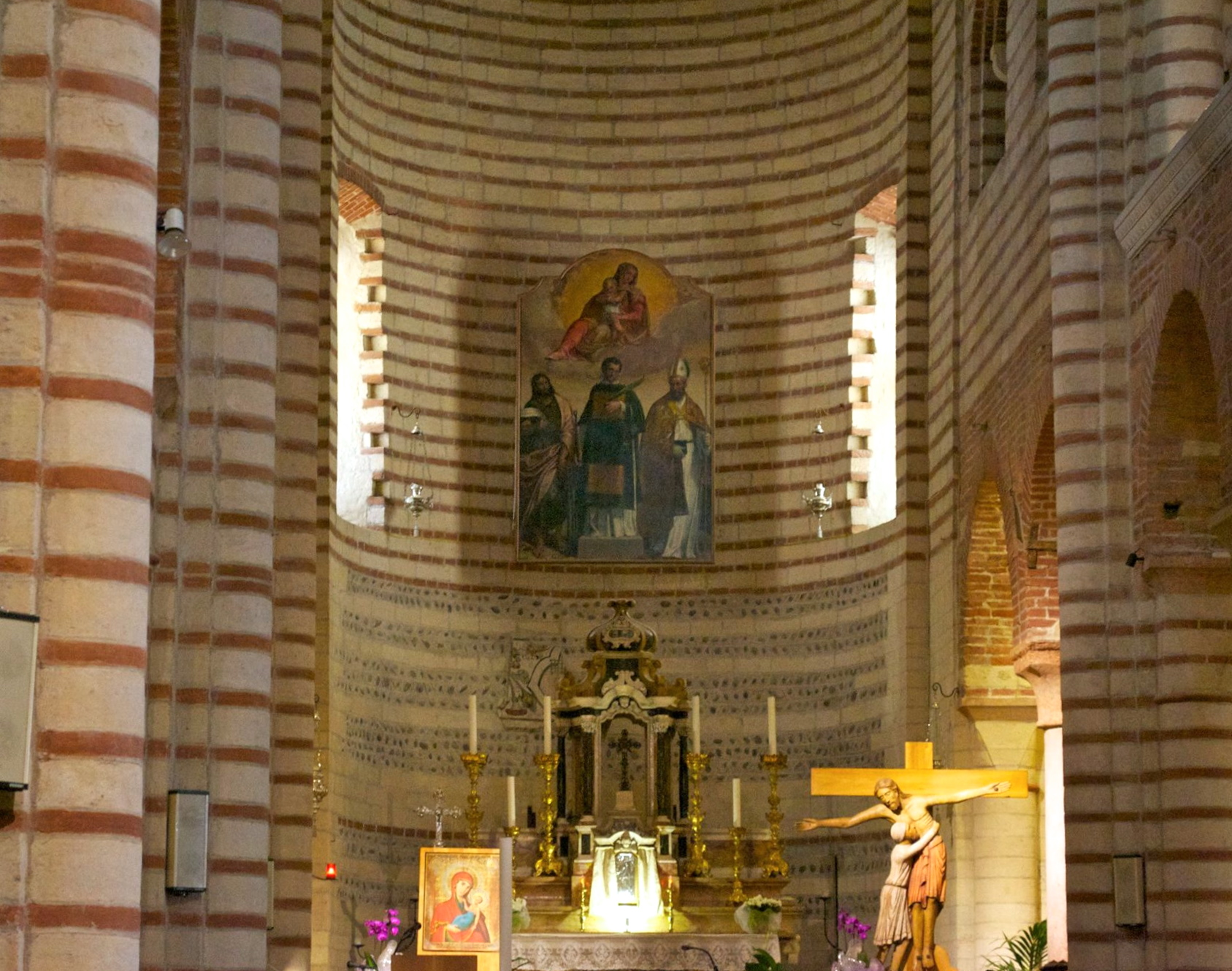
Hauptaltar und Pala von Domenico Brusasorzi
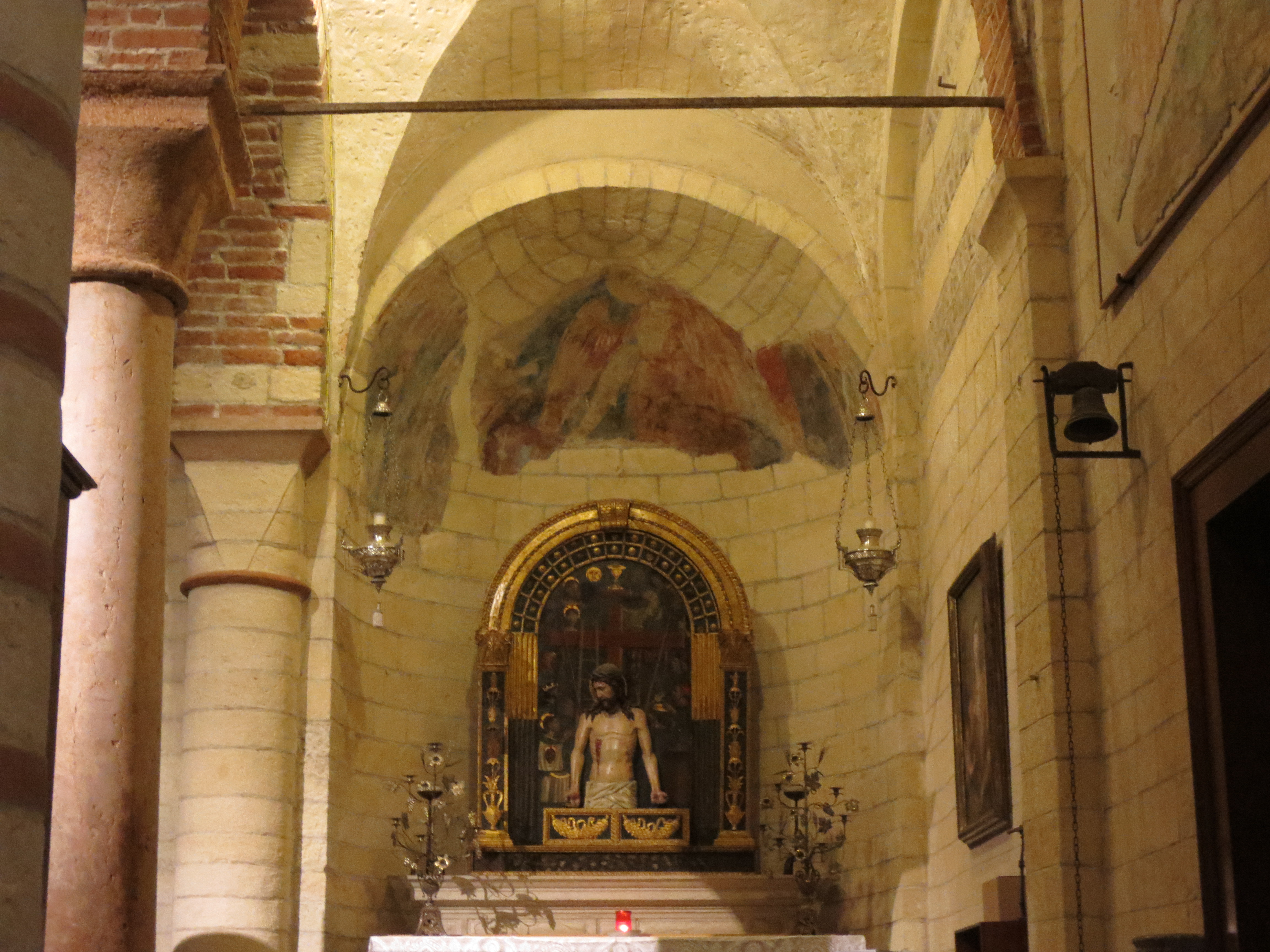
Südliche Seitenapsis
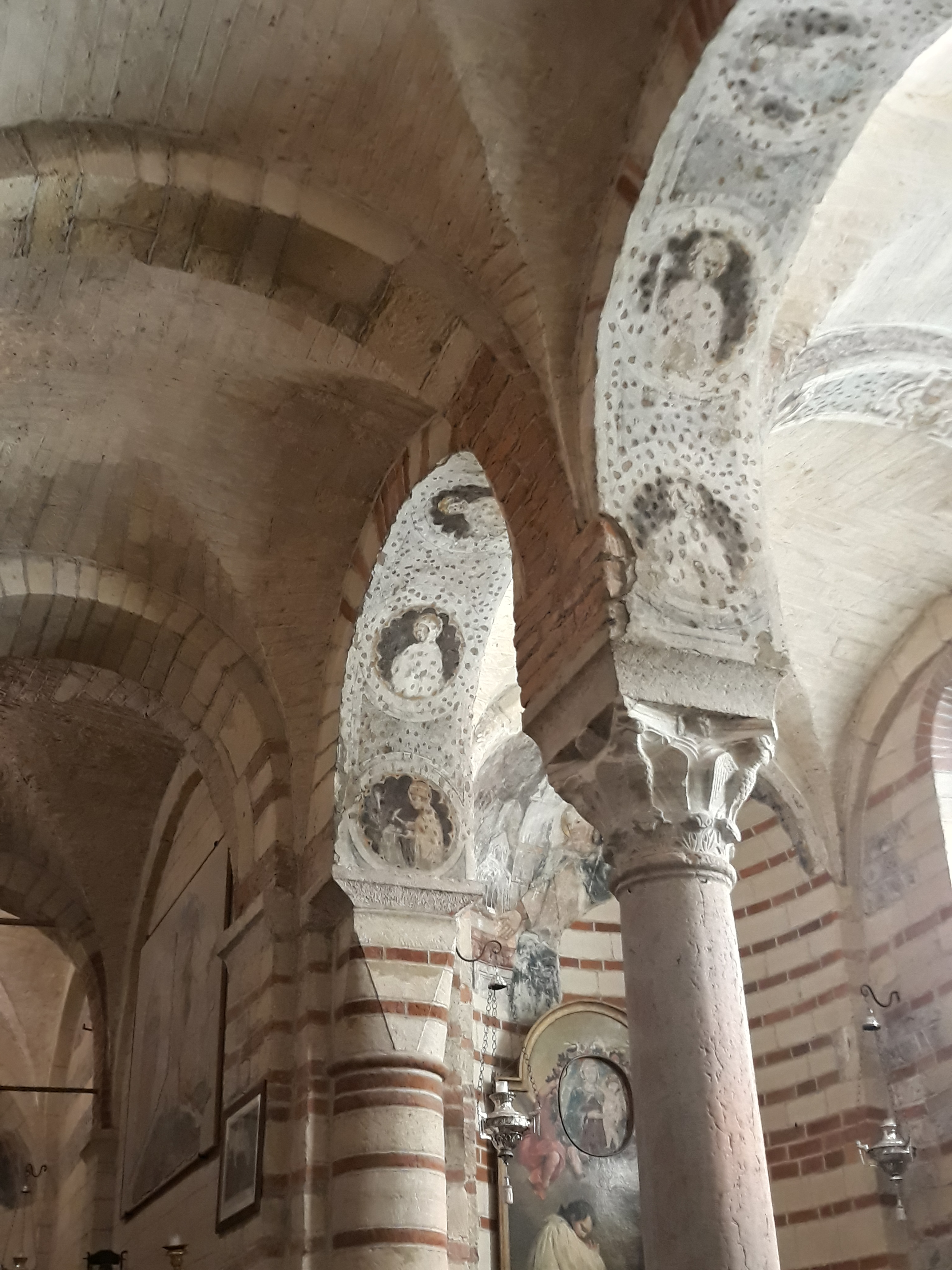
Adler-Kapitell
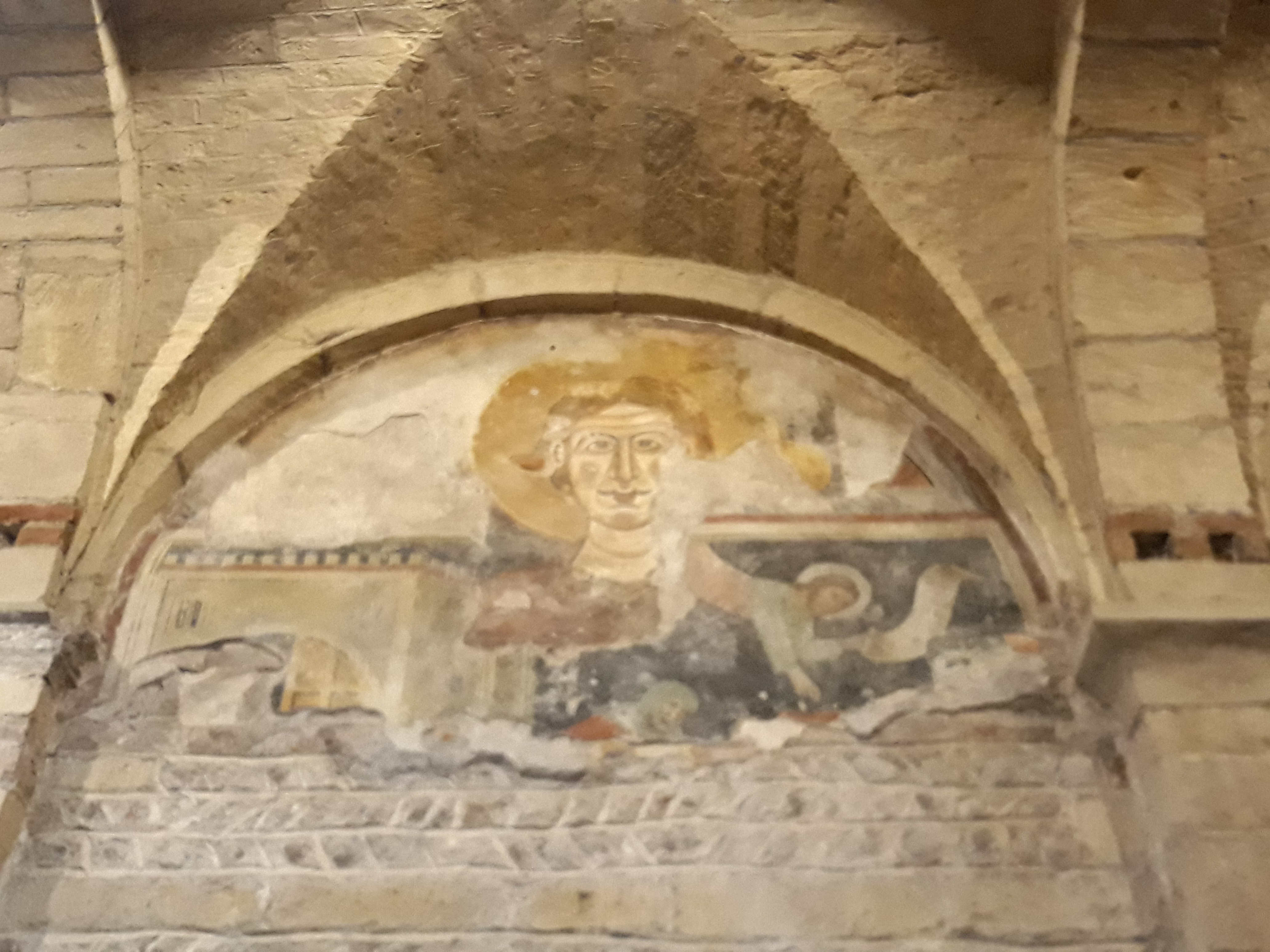
Fresko des heiligen Christophorus
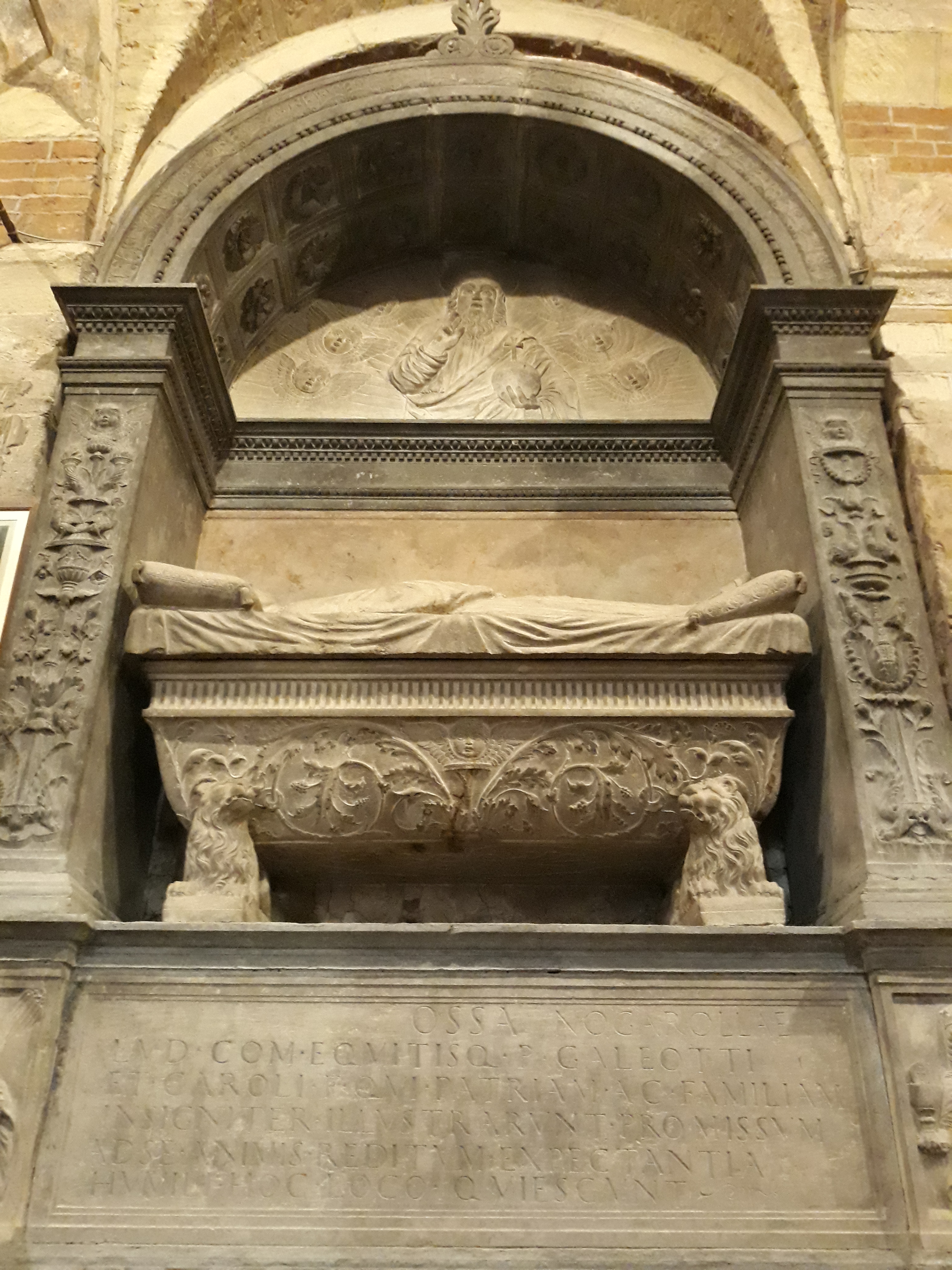
Grabmal Nogarola